# Agustí Barbarigo
Agustí Barbarigo (c. 1420 – 20 de setembre de 1501) va ser un polític italià que va exercir com dux de Venècia des de 1486 fins a la seva mort, en 1501.
Marco Barbarigo era germà d'Agustí, al que havia precedit com dux, ocupant el càrrec tan sols un any; la seva tomba, que estava originalment a l'església de Santa Maria della Carità, ha estat demolida. Una part (el relleu de la resurrecció de Crist) es troba a la "Scuola Grande di San Giovanni Evangelista", atribuïda al taller d'Antonio Rizzo.

## Biografia
Durant el seu govern es va concebre i es va poder acabar la imponent Torre dell'Orologio a la Plaça de Sant Marc, amb un arquejat que comunica el carrer conegut com la Merceria amb el Pont de Rialto. En la planta superior es mostrava sota la campana al dux agenollat davant el Lleó de Sant Marc, però va ser eliminat pels francesos el 1797, després que Venècia es rendís a Napoleó.

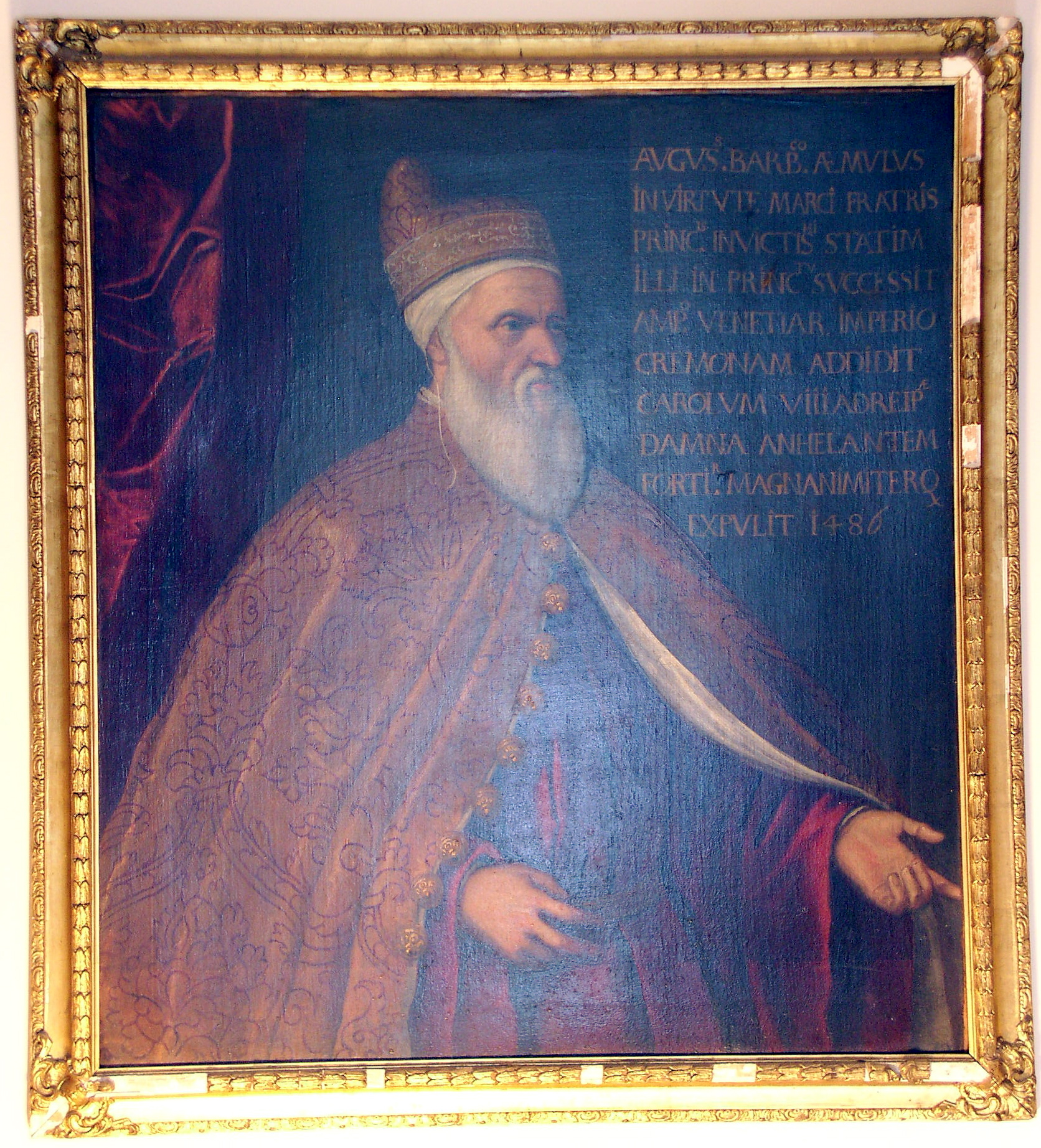
Un retrat sense datar de Barbarigo.

En 1496 va crear una coalició italiana per expulsar a Carles VIII de França de la Península, fet que va conduir a la batalla de Fornovo i a la retirada gal·la. Durant el regnat d'Agustí es van aconseguir diverses fortaleses a la Romanya (que es van haver de retornar anys més tard) i l'annexió de Xipre.
Les seves relacions amb el sultà otomà Baiacet II van ser inicialment amistoses, però es van tornar tibants a partir de 1492, desembocant en una guerra oberta el 1499. Els mercaders venecians d'Istanbul van ser arrestats, mentre que les tropes bosnianes envaïen Dalmàcia i arribaven a Zara. La flota veneciana va ser derrotada en la batalla de Zonchio, i la República va perdre la seva base a Lepant. A aquesta derrota li van seguir les de Modona i Corona, fet que per a les naus venecianes va significar la pèrdua de totes les parades intermèdies en el camí cap a Llevant.
Després de quatre anys de guerra, es va signar un tractat de pau el 1503, pel que Venècia va poder conservar a Morea només Nauplia, Patras i Monembasia.

## Cultura popular
- En el videojoc Assassin's Creed II, Agustí Barbarigo fa un cameo com dux elegit pel seu germà.